# Dale E. Kildee

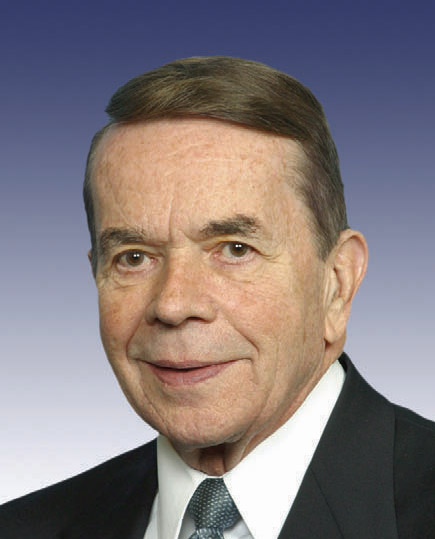
Dale E. Kildee

Dale Edward Kildee (* 16. September 1929 in Flint, Michigan; † 13. Oktober 2021 ebenda) war ein US-amerikanischer Politiker. Zwischen 1977 und 2013 vertrat er den Bundesstaat Michigan im US-Repräsentantenhaus.

## Werdegang
Dale Kildee besuchte bis 1947 die St. Mary’s High School in seinem Heimatort Flint. Danach war er bis 1952 am Sacred Heart Seminary in Detroit eingeschrieben. Anschließend studierte er bis 1955 an der University of Detroit, wo er zum Lehrer ausgebildet wurde. In den Jahren 1958 und 1959 war er mit einem Stipendium der Rotary Foundation an der Universität von Peschawar in Pakistan, wo er Geschichte und politische Wissenschaften studierte. Im Jahr 1961 beendete er seine Ausbildung an der University of Michigan in Ann Arbor. Zwischen 1954 und 1964 unterrichtete er zeitweise als Lehrer.
Politisch schloss sich Kildee der Demokratischen Partei an. Zwischen 1965 und 1974 saß er als Abgeordneter im Repräsentantenhaus von Michigan; in den Jahren 1975 und 1976 gehörte er dem Staatssenat an. Von 1956 bis 1977 war er Delegierter auf allen regionalen Demokratischen Parteitagen in Michigan. In den Jahren 1968 und 1984 nahm er an den jeweiligen Democratic National Conventions teil.
Bei den Kongresswahlen des Jahres 1976 wurde Kildee im siebten Wahlbezirk von Michigan in das US-Repräsentantenhaus in Washington, D.C. gewählt, wo er am 3. Januar 1977 die Nachfolge von Donald W. Riegle antrat. Nach 17 Wiederwahlen konnte er sein Mandat im Kongress bis zum 3. Januar 2013 ausüben. Zuletzt war er 2010 mit 53 Prozent der Wählerstimmen im fünften Wahlbezirk gewählt worden; bis 1993 hatte er den siebten Distrikt und danach bis 2003 den neunten vertreten. Er war Mitglied im Ausschuss für Bildung und Arbeit, im Ausschuss für Bodenschätze sowie in jeweils zwei Unterausschüssen. Im Jahr 2012 verzichtete er auf eine weitere Kandidatur. Sein Abgeordnetenmandat fiel nach der Wahl von 2012 an seinen Neffen Daniel, der ihn am 3. Januar 2013 im Kongress ablöste.
Dale Kildee war mit Gayle Heyn verheiratet und lebte in Flint.